# Васконселлос, Марта
Марта Мария Кордейро Васконселлос (порт. Martha Maria Cordeiro Vasconcellos; родилась 18 июня 1948, город Салвадор, штат Баия, Бразилия) — Мисс Бразилия, которая стала Мисс Вселенная 1968 и второй бразилийкой после Йеды Марии Варгас, победившей на этом конкурсе. Она также стала пятой латино-американкой с таким титулом, после Мисс Перу Глэдис Зендер в 1957, Мисс Колумбия Лус Марина Сулуага в 1958 и Мисс Аргентина Норма Нолан в 1962 году.

## Биография
Марта Васконселлос имела жениха на момент участия в конкурсе Мисс Бразилия. Она представляла Бразилию на конкурсе Мисс Вселенная 1968.В котором участвовали 64 конкурсантки, включая Мисс Кюрасао Анну Мари Брафейд (первая чернокожая женщина ставшая первой вице-мисс на конкурсе Мисс Вселенная впервые в его истории).
После победы и года работы на Организацию Мисс Вселенная она вернулась к семье и жениху в Бразилию. Васконселлос прожила этот год в Нью-Йорке, по возвращении в Бразилию в 1969 она вышла замуж.
Васконселлос ведет тихую частную жизнь, вдалеке от публичной жизни.
Имеет двое собственных детей от брака с Рейналдо Лурейро (Леонардо и Лилиан), и двое усыновленных (Филипе и Гилльерме).
Марта периодически приезжает в город Бостон (штат Массачусетс) где работает в Португало-язычной организации помогающей жертвам пострадавшим от нарушения их прав.